# سیارک ۳۲۲۵
سیارک ۳۲۲۵ (به انگلیسی: 3225 Hoag، نامگذاری:1982QQ) سه هزار و دویست و بیست و پنجمین سیارک کشف شده‌است که در ۲۰ اوت ۱۹۸۲ کشف شد.
قدر مطلق سیارک برابر ۱۳٫۶۰ است.